# Falcafort
En náutica, el falcafort es la continuación por encima de la regala del forro de los cascos de los faluchos, con el fin de que la gente que va en cubierta no se vaya fácilmente al agua.
La construcción del falcafort es de una estructura muy simple. También lo llevan algunas barcas de pesca, con bastante lanzamiento, constituido sobre unas curvas interiores, por medio de una hilada de tablones horizontales prolongados hacia arriba por otros verticales.